# 메시에 80
M80(NGC 6093)은 전갈자리에 있는 II형 구상 성단이다. 1781년 샤를 메시에가 발견 했으며 그가 최초로 발견한 천체들 중 하나이다.

## 같이 보기
- 메시에 천체 목록